# Aptosimum elongatum
Aptosimum elongatum är en flenörtsväxtart som beskrevs av Adolf Engler. Aptosimum elongatum ingår i släktet Aptosimum och familjen flenörtsväxter. Inga underarter finns listade i Catalogue of Life.